# Unionville (Georgia)
Unionville è un census-designated place (CDP) degli Stati Uniti d'America della contea di Tift nello Stato della Georgia. La popolazione era di 1 845 abitanti al censimento del 2010.

## Geografia fisica
Unionville è situata a 31°26′07″N 83°30′32″W (31.435302, -83.508824).
Secondo lo United States Census Bureau, ha un'area totale di 0,7 mi² (1,81 km²).

## Società

### Evoluzione demografica
Secondo il censimento del 2010, la popolazione era di 1 845 abitanti.

### Etnie e minoranze straniere
Secondo il censimento del 2010, la composizione etnica del CDP era formata dall'1,03% di bianchi, il 96,10% di afroamericani, lo 0,33% di nativi americani, lo 0,11% di asiatici, l'1,41% di altre razze, e l'1,03% di due o più etnie. Ispanici o latinos di qualunque razza erano il 2,22% della popolazione.